# 达木丁·苏赫巴托尔
达木丁·苏赫巴托尔（1893年2月2日—1923年2月20日），蒙古族，外蒙古库伦人，蒙古人民党的创始人之一；在蒙古語中是“英雄”或“勇士”之意，是對蘇赫的尊稱。他被视为蒙古争取独立的过程中最重要的人物之一。

## 生平

### 早年生涯

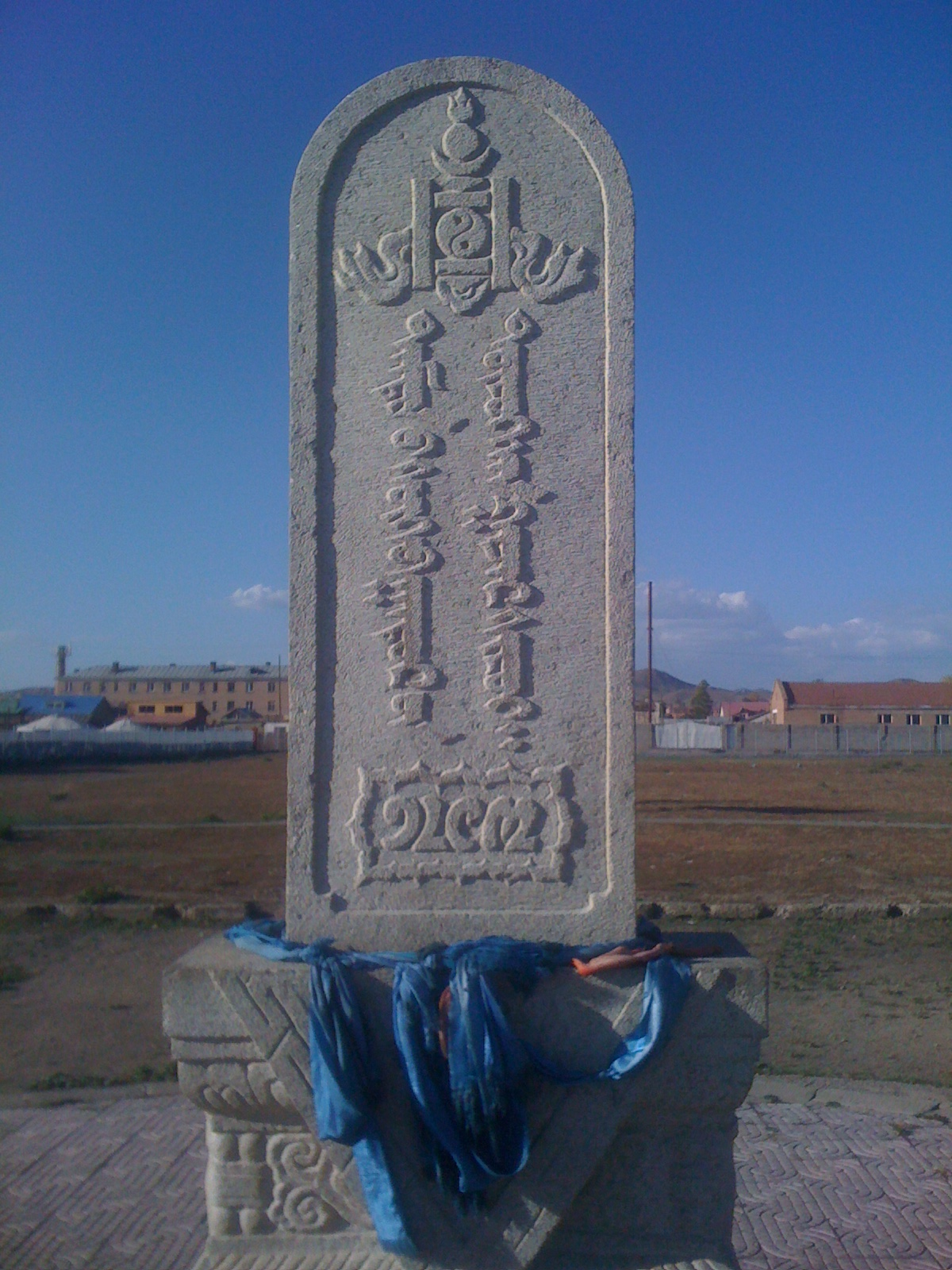
达木丁·苏赫巴托尔的出生地，位于乌兰巴托的Amgalan（旧称库伦买卖城）

苏赫巴托尔生于大清库伦办事大臣所在地的土谢图汗部中旗库伦（今蒙古国乌兰巴托），苏赫巴托尔是家里四个孩子中的第三个。苏赫巴托尔的父母离开了所在的车臣汗部的旗。苏赫巴托尔的父亲打零工、日工。苏赫巴托尔6岁时，全家搬到了俄国领事馆附近；苏赫巴托尔从俄国儿童那里学会了一些俄语。
14岁时，苏赫巴托尔获得了接受教育的机会，师从宰桑扎木彦。从16岁起，苏赫巴托尔当了好几年代理车夫（那时，人们经常被迫向当局提供某些服务，所以有人就找别人代替自己干活）。1911年外蒙古第一次宣布独立后，苏赫巴托尔被征入新成立的大蒙古国军队中。

### 在博克多汗的军队
1912年，俄国顾问在库伦东部的呼日勒布尔（Хужирбулан）开办了一所军事学校，苏赫巴托尔等士兵被派入该校学习。苏赫巴托尔的骑射天赋以及其赢得了战友们的尊重，培训结束后，他在呼日勒布尔成为机枪连的排长。1913年，苏赫巴托尔与其妻子彦吉玛组成家庭。1911年，他们有了第一个儿子，但彦吉玛的父母反对他俩的关系，理由是苏赫巴托尔太穷了。
1914年6月下旬，苏赫巴托尔参加了反对军队生活条件差和腐败的士兵暴动，但这一事件似乎对他没有负面影响。蒙古所谓的“自治”时期是一个相当无法无天的时期。1917年，苏赫巴托尔被部署到蒙古的东部边界，受哈丹巴特尔·马克思尔扎布指挥。 1918年，蒙古政府成立了一个印刷所，印刷法律和佛教典籍，苏赫巴托尔被派到该所任职。该所由扎木彦领导，所以苏赫巴托尔的名字可能是由他过去的老师扎木彦转递上去，所以这种转移的原因之一可能是。另一个可能的原因是，苏赫巴托尔的上司想要让他脱离其他士兵。

### 中国佔領外蒙古

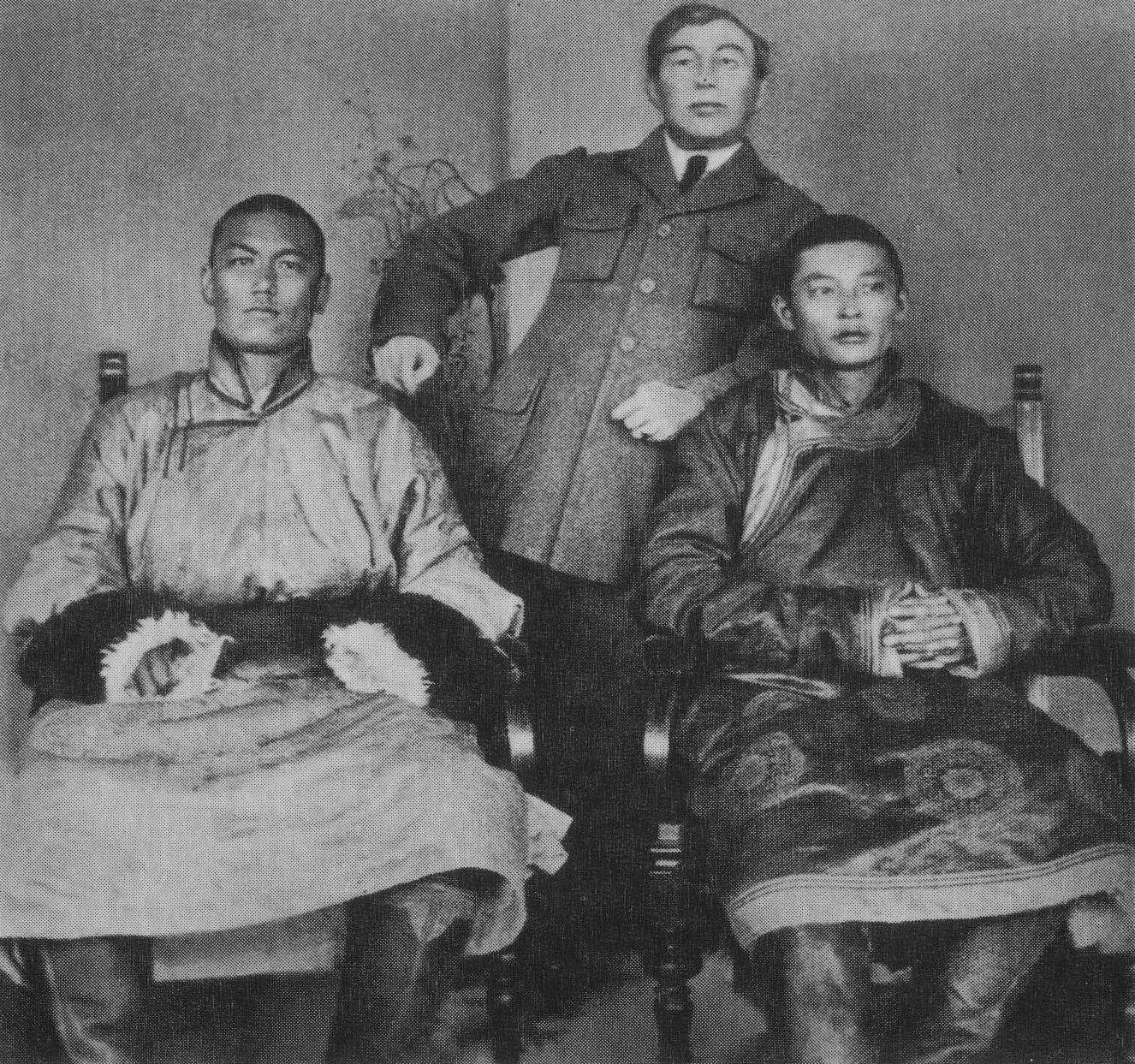
苏赫巴托尔（左）和乔巴山（右）

1919年秋，此时俄国仍在第一次世界大战及十月革命的后果中挣扎，俄国内战正在开始，对中国的分裂活动减弱。一些蒙古王公开始就取消蒙古自治而同中国的驻扎官员陈毅进行谈判。徐树铮率所部进驻库伦，强行软禁陈毅，胁迫与第八世哲布尊丹巴呼图克图签署《六十四条》，外蒙古回归中国直接统治。大约在同一时间，两个秘密团体成立，它们后来演变为蒙古人民党，苏赫巴托尔为其中一个组织的成员。皖系占領外蒙古以后，俄国人扶植的蒙古军队被解散，苏赫巴托尔因此失业了。
两个秘密团体于1920年初合并，并开始张贴海报，批评新的统治者。他们开始收集有关驻扎在库伦的中国军队的情报，以及第八世哲布尊丹巴呼图克图、其他身居高位的喇嘛和上层贵族对中国的态度。此外，他们还同库伦的俄罗斯人社群中的革命者们建立了联系。1920年年中，共产国际代表们说服该秘密组织派遣一个代表团赴伊尔库茨克。随后，该秘密组织于1920年6月25日定名为蒙古人民党，并抽签决定谁将赴苏维埃俄国以争取获得苏维埃俄国的支持。乔巴山、索林·丹增于7月初出发，道格索姆·鲍道和丹巴·恰格达尔扎布在7月中旬出发。 7月25日，该党余下的人员通过达喇嘛彭朝克道尔吉成功获得了博克多汗的一封亲笔信，信中要求苏维埃俄国支持蒙古抗击中国。苏赫巴托尔、达理扎布·洛索勒和丹斯兰比勒格·道格松于7月下旬携带该信启程赴俄罗斯。苏赫巴托尔负责将博克多汗的信走私通过中国检查站，苏赫巴托尔用于此目的的中空的鞭子现在收藏在乌兰巴托的一个博物馆。

### 人民革命

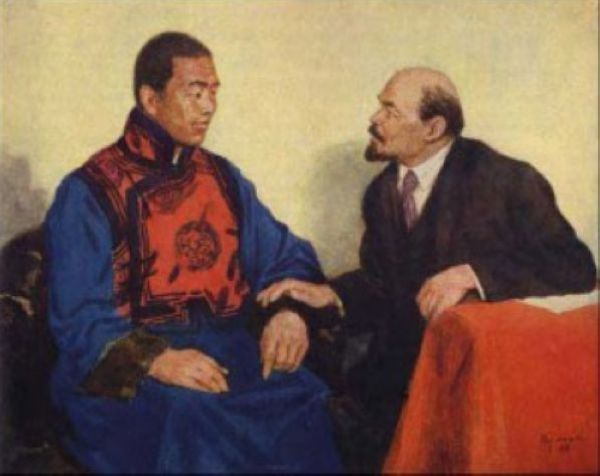
苏赫巴托尔與蘇聯最高領導人列寧交換革命意見

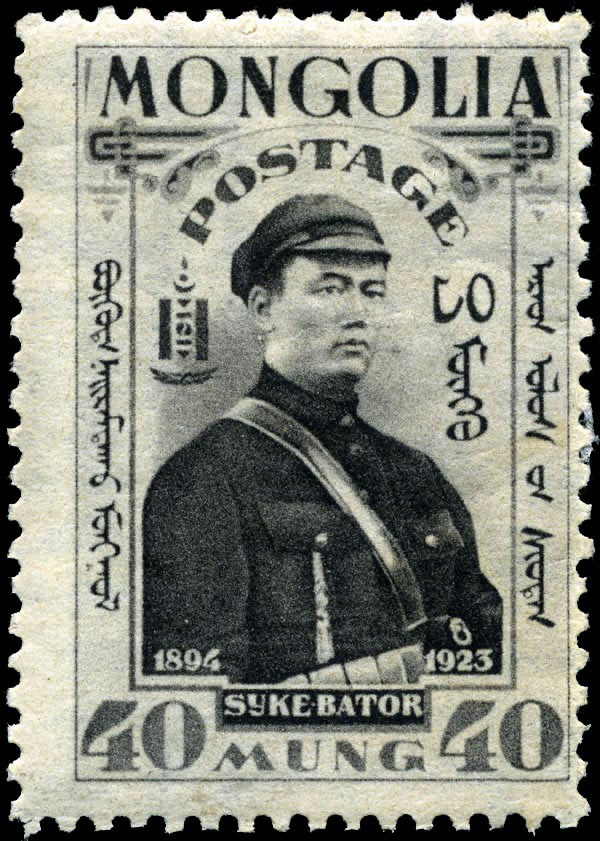
1932年的蒙古邮票上有苏赫巴托尔的像

1920年8月19日，蒙古代表团成员都到达了伊尔库茨克，并会见了苏维埃俄国政府的代表加邦。 加邦转述称，苏维埃俄国已经准备好帮助蒙古，但代表们应解释他们想要建立什么样的政府，他们将如何对抗外敌，和自己的未来政策会是怎样。9月初，丹增、洛索勒和恰格达尔扎布经鄂木斯克被送往莫斯科；同时苏赫巴托尔和乔巴山留在伊尔库茨克接受军事训练，并负责在驻莫斯科的代表团和蒙古之间保持联络。 鲍道和道格松被送回库伦。
在此期间，中国已经监禁了蒙古人民党的一些成员和同情者。1920年底，恩琴的俄国白军从东部进入蒙古，并在1921年2月下旬占领了京都库伦。乔巴山和恰格达尔扎布被派回蒙古，同持民族主义的蒙古王公和其他蒙古领导人建立联系。 2月9日，苏赫巴托尔被任命为蒙古人民游击队的统帅。他开始招募士兵，并于2月20日率游击队首次同中国军队作战。蒙古人民党成立大会于1921年3月1日至13日在恰克图举行，苏赫巴托尔在大会上被再次任命为统帅，并被选入新成立的临时政府。

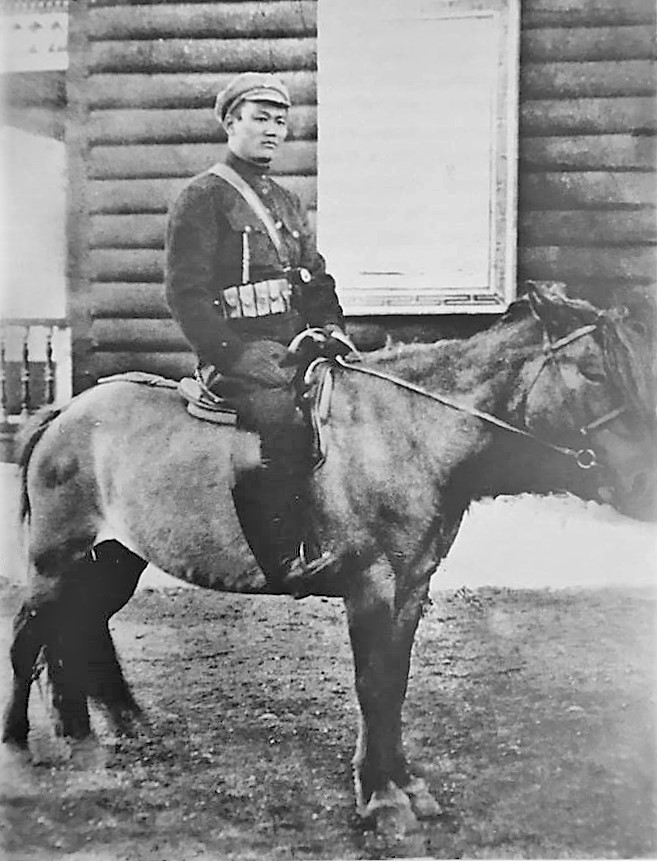
马背上的达木丁·苏赫巴托尔

大会结束后，临时政府和蒙古人民党中央委员会随即决定从中国军队手中解放恰克图在蒙古的部分，并于2月15日向当地的中国驻军发出最后通牒。中国指挥官拒绝投降，3月18日，苏赫巴托尔的部队成功占领该地，尽管他的部队人数相对很少。如今，每年这一天是蒙古军队的法定节日。临时政府迁至恰克图在蒙古的部分，并开始建立军事部、财政部和外务部，但是，当战斗造成的火灾烧毁该城大部份之后，临时政府迁至阿勒坦布拉格（即买卖城）。
1921年5月底，恰克图受到恩琴军队的攻击，当时恩琴正向苏维埃俄国方面转进。6月中旬，在远东共和国军队的帮助下，这次进攻被打退。6月底，蒙古人民游击队和苏联红军决定解放库伦。7月6日，他们到达了库伦，并沿途击溃了恩琴的小股部队。
7月11日，新政府宣告成立，苏赫巴托尔成为军事部长，博克多汗的权力有限，成为象征性的元首。

### 逝世

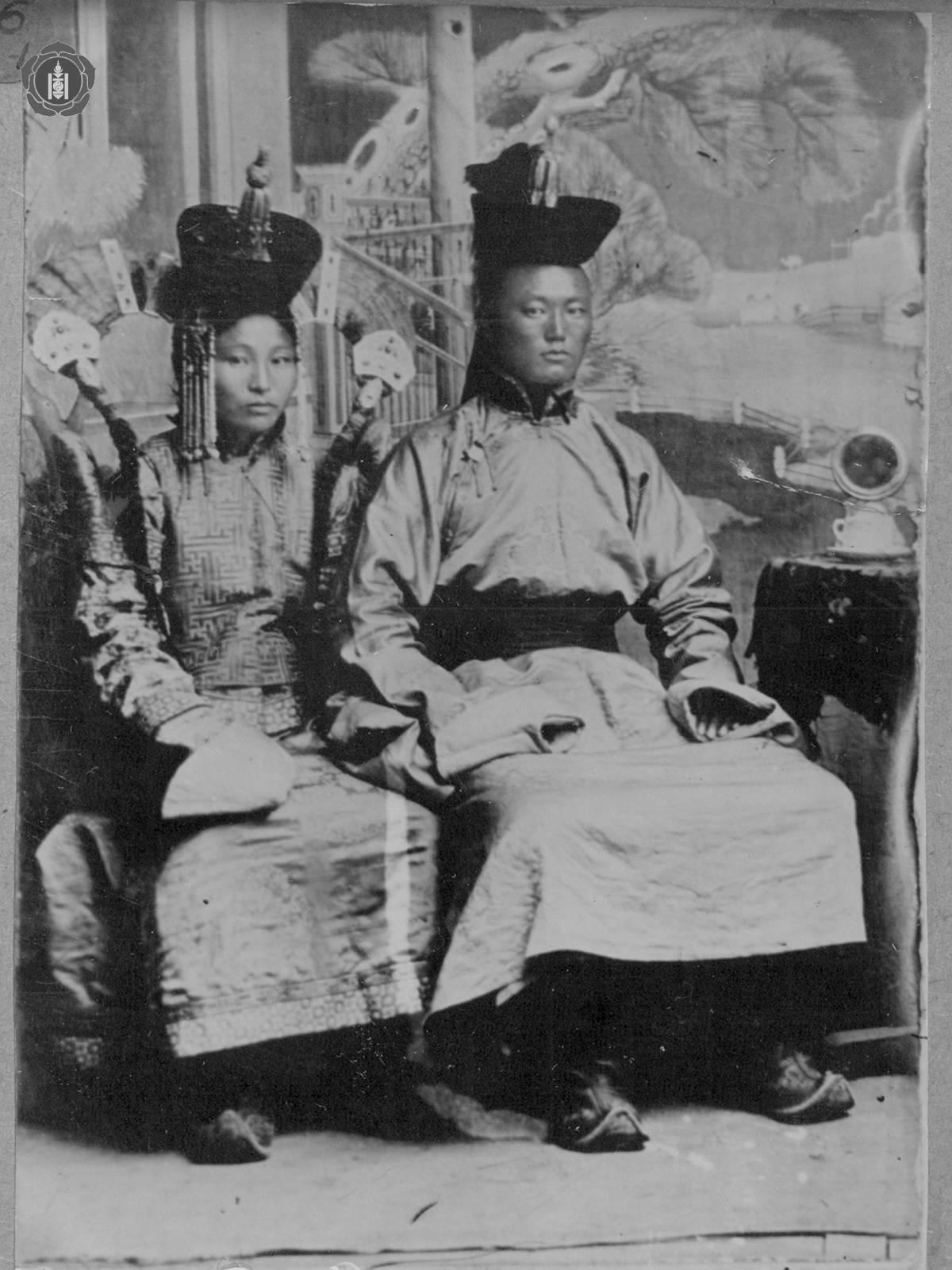
苏赫巴托尔與夫人彦吉玛合影

新政府的地位并不稳固，并出现了反共产主义的传言。 1922年，鲍道、恰格达尔扎布、达喇嘛彭朝克道尔吉和其他人被处决，因为他们受到指控称他们同新国家的内外敌人合作。1923年初，官员们怀疑有在蒙古正月的时候政变的计划，苏赫巴托尔因处于警戒状态而变得过于疲惫。2月14日到15日晚上，苏赫巴托尔病倒了，并于2月20日死亡。1940年代乔巴山统治时期称，苏赫巴托尔是被毒死的，但后来的社会主义出版物并没有明确讨论其死亡原因。
蒙古首都于1924年更名为乌兰巴托（蒙古语意为“红色英雄”）。 1954年，苏赫巴托尔的遗体被从其在Altan Ölgii坟墓中发掘出来，葬于乌兰巴托苏赫巴托尔广场新建的陵墓中。2005年，陵墓被拆除，苏赫巴托尔的遗体被火化，骨灰安葬在Altan Ölgii。喇嘛监督了其火葬仪式。
苏赫巴托尔的遗孀彦吉玛后来担任蒙古政府的一些高级职位。

## 纪念

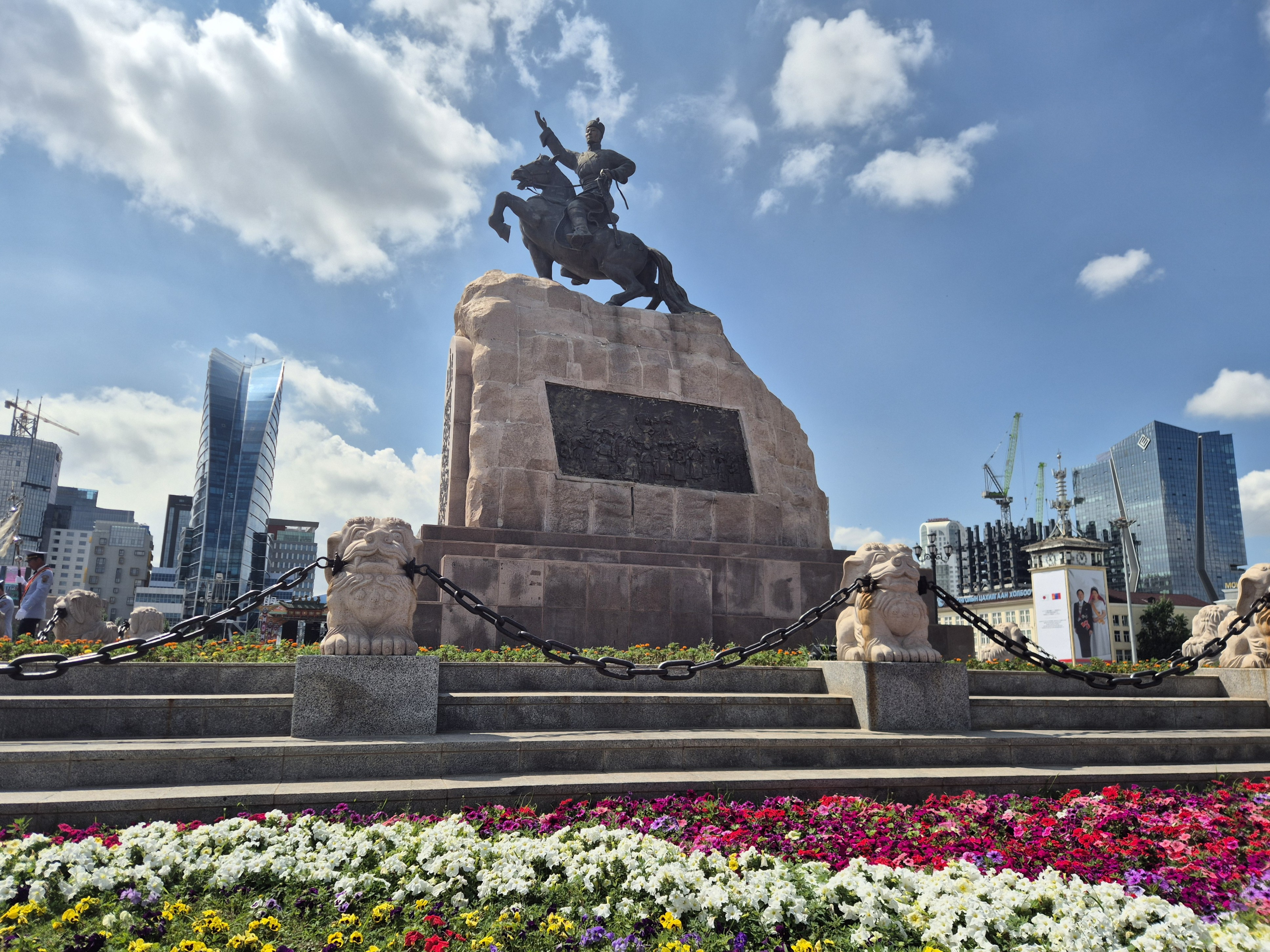
苏赫巴托广场上的纪念雕像

以其為名的有一個省（苏赫巴托尔省）、一個城市（色楞格省首府苏赫巴托尔，位於蒙俄邊境）和一个城市行政区（首都乌兰巴托下辖的苏赫巴托尔区）。另外，乌兰巴托市的中心广场也被命名为苏赫巴托尔广场，广场上立有苏赫巴托尔的雕像。
蒙古银行发行的5至100图格里克（1993年系列）纸币采用的图像为苏赫巴托尔，更高面额的纸币则带有成吉思汗的画像。
库苏古尔航运公司唯一可以下水作业的拖船被命名为“苏赫巴托尔号”。